# Monterotondo
Monterotondo és un municipi italià, situat a la regió de Laci i a la Ciutat metropolitana de Roma Capital. L'any 2006 tenia 37.181 habitants.